# Dolt under ytan
Dolt under ytan (engelsk originaltitel: What Lies Beneath) är en amerikansk skräckfilm från 2000 med Harrison Ford och Michelle Pfeiffer i huvudrollerna.

## Handling
Claire börjar upptäcka hur konstiga saker börjar hända i huset där hon bor samtidigt som frun i grannhuset mystiskt försvinner. Efter att ha börjat se ett spöke av en kvinna i hemmet börjar Claire bete sig underligt, vilket gör hennes man mycket misstänksam. När grannfrun senare visar sig vara vid liv börjar Claire nysta i vem spöket egentligen är och varför det valt att hemsöka just hennes hus. 

## Om filmen
Filmen regisserades av Robert Zemeckis och är 130 minuter lång.

## Tagline
- They have the perfect marriage and the perfect house, until she found out what was wrong.
- Some men cheat and get caught. Some men pay a higher price.

## Rollista (urval)
- Harrison Ford – Dr. Norman Spencer
- Michelle Pfeiffer – Claire Spencer
- Diana Scarwid – Jody
- Joe Morton – Dr. Drayton
- Miranda Otto - Mary Feur